# Бентли, Питер
Питер Бентли (род., 1960) — британский детский писатель.

## Биография
Питер Бентли родился в 1960 году в Тидворте, Хэмпшир, Англия .
Его отец служил в качестве армейского капельмейстера, поэтому Бентли вынужден был жить в разных военных гарнизонах в Британии и за границей, включая Германию, Сингапур и Гонконг, и учился в десяти школах. Изучив иностранные языки в Оксфордском университете, Бентли стал работать журналистом, затем редактором и автором иллюстрированных справочников.

## Творчество
Бентли наиболее известен своими книгами с рифмованными картинками, в том числе «Большая собачья подкачка дна» (написана в соавторстве с художником Мэй Мацуока), "Знакомство с родителями " (с художником Сарой Огилви), «Акула в темноте» (с Беном Кортом) и «Зелье волнения» (с Сернуром Исиком).
Его книга с картинками «Кошки Ахой!» (в соавторстве с художником Джимом Филдом), выиграла премию Роальда Даля в 2011 году, а книга «Король Джек и дракон» (с соавторстве Хелен Оксенбери) была названа «Самой читаемой книгой года» Американской библиотечной ассоциации.
Первая книжка Питера Бентли с картинками для детей, «Жаворонок в ковчеге», иллюстрированная Линн Чепмен, была опубликована в 2008 году. Книга получила премию «Teach Early Years» за лучшую иллюстрированную книгу 2020 года, а также вошла в шорт-лист премии «BookTrust Storytime» и премии «Laugh Out Loud» 2022 года). Написал также «Переодетые собаки» (с иллюстрациями Джона Бонда) и «Костюм на день рождения короля!» (иллюстрация Клэр Пауэлл).
Писатель живет в Лондоне со своей женой Люси Кертин, актрисой и преподавателем LAMDA.